# Bulbophyllum globulus
Bulbophyllum globulus là một loài phong lan thuộc chi Bulbophyllum.